# Esperimento di Anfinsen
L'esperimento di Anfinsen è un esperimento scientifico compiuto dal biochimico americano Christian Anfinsen nel 1957.
L'esperimento consisteva nella denaturazione e rinaturazione della ribonucleasi A. La proteina veniva denaturata in urea con un agente riducente (β-mercaptoetanolo), in queste condizioni si rompono i quattro ponti disolfuro degli otto residui di cisteina e si scindono le interazioni idrofobiche. A seguito della denaturazione l'enzima aveva perso il suo potere catalitico.
Allontanando l'urea e il riducente la ribonucleasi A riacquista spontaneamente la sua struttura terziaria. Se il processo avviene velocemente si ha solamente  un piccolo recupero di proteina attiva, invece agendo lentamente si ha un recupero prossimo al 100% dopo 7-8 ore.
Il processo è così accurato che i ponti disolfuro si riformano nella stessa posizione della proteina nativa nonostante che ci siano 105 modi possibili per ricombinarli.
Se si rimuove l'agente riducente prima dell'urea , invece, i ponti disolfuro si formeranno in maniera randomica, impedendo il corretto ripiegamento del polipeptide, che, quindi, non riacquista la sua attività.